# Anténovec vláknovitý
Anténovec vláknovitý (Brachyplatystoma filamentosum) je obří druh sumce z povodí Amazonky a Orinoka. Druh je místně znám pod názvy Piraiba, Lau lau, Kuma kuma, Lechero nebo Salton.

## Velikost
Tato masivní ryba dorůstá do délky až 2,8 metrů a váží více než 150 kg. Má šedý hřbet s tmavými skvrnami, hřbetní ploutev s růžovým stínováním a hluboce rozeklanou ocasní ploutev. Obecně je neškodná.

## Potrava
Piraiba se zcela živí rybami, které žijí u dna. Při lovu se řídí svými dlouhými vousy.

## Výskyt
Tito sumci se přirozeně vyskytují v povodích a ústích řek Amazonky a Orinoko v Jižní Americe (zejména v Brazílii).

## Využití
Piraiba je obrovská ryba, ale i přes její velikost je brána jako lovná a komerční ryba.